# SATAN
SATAN är ett äldre datorprogram inom datorsäkerhet som undersöker om servrar har vissa kända säkerhetshål. Namnet är en förkortning för Security Administrator Tool for Analyzing Networks. SATAN var tänkt att användas av systemadministratörer för att undersöka sina egna nätverk, men eftersom det lika gärna skulle kunna användas som ett hjälpmedel vid intrång gav det upphov till stor debatt i säkerhetskretsar. Programmet utvecklades av Wietse Venema och är numera sedan flera år (2019) kraftigt föråldrat.